# 631
631 (DCXXXI) je bilo navadno leto, ki se je po julijanskem koledarju začelo na torek.

## Dogodki
- Bitka pri Wogastisburgu, v kateri Samova plemenska zveza premaga vojsko Alemanov, Langobardov in Frankov pod poveljstvom kralja Dagoberta I..